# Venezuela aux Jeux olympiques d'été de 2012
Le Venezuela participe aux Jeux olympiques d'été de 2012 à Londres (Royaume-Uni) du 27 juillet au 12 août de la même année, pour la 17e fois lors de Jeux d'été.

## Médaillés
| Médaille | Nom           | Sport   | Discipline        | Score | Date   |
| -------- | ------------- | ------- | ----------------- | ----- | ------ |
| Or       | Rubén Limardo | Escrime | Épée individuelle | 15-10 | 1 août |

## Athlétisme
Les athlètes du Venezuela ont jusqu'ici atteint les minima de qualification dans les épreuves d'athlétisme suivantes (pour chaque épreuve, un pays peut engager trois athlètes à condition qu'ils aient réussi chacun les minima A de qualification, un seul athlète par nation est inscrit sur la liste de départ si seuls les minima B sont réussis),.
Hommes
Courses
| Athlète                                                                | Épreuve          | Séries             | Séries | Quarts de finale | Quarts de finale | Demi-finales | Demi-finales | Finale          | Finale |
| Athlète                                                                | Épreuve          | Résultat           | Rang   | Résultat         | Rang             | Résultat     | Rang         | Résultat        | Rang   |
| ---------------------------------------------------------------------- | ---------------- | ------------------ | ------ | ---------------- | ---------------- | ------------ | ------------ | --------------- | ------ |
| Albert Bravo                                                           | 400 m            | 45 s 61 (PB)       | 23e    | NC               | NC               | 46 s 22      | 22e          | -               | -      |
| Pedro Mora                                                             | Marathon         | NC                 | NC     | NC               | NC               | NC           | NC           | 2 h 22 min 40 s | 62e    |
| José Peña                                                              | 3 000 m steeple  | 8 min 24 s 06 (RN) | 16e    | NC               | NC               | NC           | NC           | -               | -      |
| Eduar Villanueva                                                       | 1 500 m          | 3 min 43 s 11      | 35e    | NC               | NC               | -            | -            | -               | -      |
| Alberto Aguilar Albert Bravo Omar Longart José Meléndez Arturo Ramírez | Relais 4 × 400 m | 3 min 02 s 62      | 8e     | NC               | NC               | NC           | NC           | 3 min 02 s 18   | 7e     |

Femmes
Courses
| Athlète           | Épreuve      | Séries   | Séries | Quarts de finale | Quarts de finale | Demi-finales | Demi-finales | Finale          | Finale |
| Athlète           | Épreuve      | Résultat | Rang   | Résultat         | Rang             | Résultat     | Rang         | Résultat        | Rang   |
| ----------------- | ------------ | -------- | ------ | ---------------- | ---------------- | ------------ | ------------ | --------------- | ------ |
| Yolimar Pineda    | Marathon     | NC       | NC     | NC               | NC               | NC           | NC           | 2 h 45 min 16 s | 94e    |
| Milangela Rosales | 20 km marche | NC       | NC     | NC               | NC               | NC           | NC           | 1 h 42 min 46 s | 55e    |
| Nercely Soto      | 200 m        | 23 s 54  | 40e    | NC               | NC               | -            | -            | -               | -      |

Concours
| Athlète        | Épreuve           | Qualification | Qualification | Finale   | Finale |
| Athlète        | Épreuve           | Distance      | Rang          | Distance | Rang   |
| -------------- | ----------------- | ------------- | ------------- | -------- | ------ |
| Yusbelys Parra | Lancer du javelot | DNS           | -             | -        | -      |
| Rosa Rodríguez | Lancer du marteau | 67,34 m       | 27e           | -        | -      |

## Boxe
Hommes
| Athlète         | Compétition      | 1/16 de finale              | 1/8 de finale              | Quarts de finale         | Demi-finales        | Finale              |
| Athlète         | Compétition      | Adversaire Résultat         | Adversaire Résultat        | Adversaire Résultat      | Adversaire Résultat | Adversaire Résultat |
| --------------- | ---------------- | --------------------------- | -------------------------- | ------------------------ | ------------------- | ------------------- |
| Jose Espinoza   | Moyens (-75 kg)  | Zoltán Harcsa (HUN) 13-16   | –                          | –                        | –                   | –                   |
| Gabriel Maestre | Welters (-69 kg) | Amin Ghasemipour (IRI) 13-8 | Siphiwe Lusizi (RSA) 18-13 | Serik Sapiyev (KAZ) 9-20 | –                   | –                   |

Femmes
| Athlète          | Compétition      | 1/16 de finale      | 1/8 de finale           | Quarts de finale           | Demi-finales        | Finale              |
| Athlète          | Compétition      | Adversaire Résultat | Adversaire Résultat     | Adversaire Résultat        | Adversaire Résultat | Adversaire Résultat |
| ---------------- | ---------------- | ------------------- | ----------------------- | -------------------------- | ------------------- | ------------------- |
| Karlha Magliocco | Mouches (-51 kg) | NC                  | Erica Matos (BRA) 15-14 | Marlen Esparza (USA) 16-24 | –                   | –                   |

## Cyclisme

### Cyclisme sur route
Dans cette discipline, le Venezuela a qualifié trois hommes et une femme.
Hommes
| Athlète           | Compétition             | Temps           | Rang |
| ----------------- | ----------------------- | --------------- | ---- |
| Tomás Gil         | Course en ligne hommes  | 5 h 46 min 37 s | 70e  |
| Jackson Rodríguez | Course en ligne hommes  | 5 h 46 min 37 s | 51e  |
| Miguel Ubeto      | Course en ligne hommes  | 5 h 46 min 37 s | 45e  |
| Miguel Ubeto      | Contre-la-montre hommes | 57 min 05 s 12  | 33e  |

Femmes
| Athlète         | Compétition            | Temps | Rang |
| --------------- | ---------------------- | ----- | ---- |
| Danielys García | Course en ligne femmes | DNF   | -    |

### Cyclisme sur piste
Vitesse
| Athlète                                    | Compétition                 | Qualification            | Seizièmes de finale                    | Repêchages                                            | Huitièmes de finale                    | Repêchages                                                      | Quarts de finale         | Demi-finales             | Finale                   | Finale | Match 9e-12e Places                                               | Match 9e-12e Places |
| Athlète                                    | Compétition                 | Temps Vitesse            | Adversaire Temps Vitesse               | Adversaire Temps Vitesse                              | Adversaire Temps Vitesse               | Adversaire Temps Vitesse                                        | Adversaire Temps Vitesse | Adversaire Temps Vitesse | Adversaire Temps Vitesse | Rang   | Adversaire Temps Vitesse                                          | Rang                |
| ------------------------------------------ | --------------------------- | ------------------------ | -------------------------------------- | ----------------------------------------------------- | -------------------------------------- | --------------------------------------------------------------- | ------------------------ | ------------------------ | ------------------------ | ------ | ----------------------------------------------------------------- | ------------------- |
| Hersony Canelón                            | Vitesse individuelle hommes | 10 s 123 71,125 km/h 6e  | Pavel Kelemen D (10 s 840 66,420 km/h) | Eddie Dawkins V (10 s 439 68,972 km/h)                | Shane Perkins D (10 s 978 65,585 km/h) | Azizulhasni Awang & Seiichiro Nakagawa D (10 s 456 68,859 km/h) | -                        | -                        | -                        | -      | Nakagawa & Kelemen & Bernard Esterhuizen D (10 s 950 65,753 km/h) | 12e                 |
| Hersony Canelón Cesar Marcano Ángel Pulgar | Vitesse par équipes hommes  | 44 s 654 60,464 km/h 9e  | NC                                     | NC                                                    | NC                                     | NC                                                              | -                        | NC                       | -                        | -      | -                                                                 | -                   |
| Daniela Larreal                            | Vitesse individuelle femmes | 11 s 569 62,235 km/h 16e | Guo Shuang D (11 s 371 63,318 km/h)    | Willy Kanis & Virginie Cueff D (11 s 643 61,839 km/h) | -                                      | -                                                               | -                        | -                        | -                        | -      | -                                                                 | -                   |
| Daniela Larreal María Estela Vilera        | Vitesse par équipes femmes  | 34 s 320 52,447 km/h 8e  | NC                                     | NC                                                    | NC                                     | NC                                                              | 34.415 52,302 km/h 7e    | NC                       | -                        | -      | -                                                                 | -                   |

Keirin
| Athlète         | Compétition   | 1er tour | Repêchage | 1/2 finale | Finale (7-12) | Finale |
| Athlète         | Compétition   | Rang     | Rang      | Rang       | Rang          | Rang   |
| --------------- | ------------- | -------- | --------- | ---------- | ------------- | ------ |
| Hersony Canelón | Keirin hommes | 3e       | 2e        | 5e         | 12e           | -      |
| Daniela Larreal | Keirin femmes | 3e       | 3e        | 6e         | 9e            | -      |

Omnium
| Athlète        | Compétition   | Tour lancé | Tour lancé | Course aux points | Course aux points | Élimination | Poursuite      | Poursuite | Scratch | Contre-la-montre | Contre-la-montre | Total | Rang |
| Athlète        | Compétition   | Temps      | Rang       | Points            | Rang              | Rang        | Temps          | Rang      | Rang    | Temps            | Rang             | Total | Rang |
| -------------- | ------------- | ---------- | ---------- | ----------------- | ----------------- | ----------- | -------------- | --------- | ------- | ---------------- | ---------------- | ----- | ---- |
| Carlos Linares | Omnium hommes | 13 s 863   | 16         | -18               | 16                | 14          | 4 min 36 s 477 | 16        | 18      | 1 min 06 s 773   | 16               | 96    | 17e  |
| Angie González | Omnium femmes | 15 s 115   | 17         | 20                | 9                 | 18          | 3 min 54 s 926 | 17        | 17      | 37 s 578         | 17               | 95    | 18e  |

### BMX
| Athlète           | Compétition | Qualifications | Qualifications | Demi-finales | Demi-finales | Demi-finales | Demi-finales | Demi-finales | Finale   | Finale |
| Athlète           | Compétition | Résultat       | Rang           | Manche 1     | Manche 2     | Manche 3     | Total        | Rang         | Résultat | Rang   |
| ----------------- | ----------- | -------------- | -------------- | ------------ | ------------ | ------------ | ------------ | ------------ | -------- | ------ |
| Stefany Hernández | BMX femmes  | 41 s 253       | 12e            | 8            | 3            | 4            | 15           | 5e           | -        | -      |

## Escrime
Hommes
| Athlète          | Compétition       | 1/32 de finale             | 1/16 de finale                | 1/8 de finale             | Quarts de finale        | Demi-finales          | Finale                       | Finale                         |
| Athlète          | Compétition       | Adversaire Score           | Adversaire Score              | Adversaire Score          | Adversaire Score        | Adversaire Score      | Adversaire Score             | Rang                           |
| ---------------- | ----------------- | -------------------------- | ----------------------------- | ------------------------- | ----------------------- | --------------------- | ---------------------------- | ------------------------------ |
| Silvio Fernández | Épée individuelle | NC                         | Dmitriy Aleksanin (KAZ) 15-12 | Ruslan Kudayev (UZB) 15-3 | Seth Kelsey (USA) 9-15  | -                     | -                            | -                              |
| Rubén Limardo    | Épée individuelle | NC                         | Ayman Fayez (EGY) 15-13       | Max Heinzer (SUI) 15-11   | Paolo Pizzo (ITA) 15-12 | Seth Kelsey (USA) 6-5 | Bartosz Piasecki (NOR) 15-10 | Médaille d'or, Jeux olympiques |
| Hernan Jansen    | Sabre individuel  | Hichem Samandi (TUN) 15-13 | Aleksey Yakimenko (RUS) 4-15  | -                         | -                       | -                     | -                            | -                              |

Femmes
| Athlète               | Compétition        | 1/32 de finale             | 1/16 de finale            | 1/8 de finale              | Quarts de finale | Demi-finales     | Finale           | Finale |
| Athlète               | Compétition        | Adversaire Score           | Adversaire Score          | Adversaire Score           | Adversaire Score | Adversaire Score | Adversaire Score | Rang   |
| --------------------- | ------------------ | -------------------------- | ------------------------- | -------------------------- | ---------------- | ---------------- | ---------------- | ------ |
| Maria Martinez        | Épée individuelle  | Imke Duplitzer (GER) 10-15 | -                         | -                          | -                | -                | -                | -      |
| Johana Beatriz Choles | Fleuret individuel | Eman Elgammal (EGY) 15-9   | Arianna Errigo (ITA) 4-15 | -                          | -                | -                | -                | -      |
| Alejandra Benitez     | Sabre individuel   | NC                         | Lee Ra-jin (KOR) 15-9     | Sofia Velikaïa (RUS) 10-15 | -                | -                | -                | -      |

## Gymnastique

### Artistique
Femmes
| Athlète       | Compétition | Appareils  | Appareils  | Appareils  | Appareils  | Qualification | Qualification | Appareils  | Appareils  | Appareils  | Appareils  | Finale | Finale |
| Athlète       | Compétition | S          | SC         | BA         | P          | Total         | Rang          | S          | SC         | BA         | P          | Total  | Rang   |
| ------------- | ----------- | ---------- | ---------- | ---------- | ---------- | ------------- | ------------- | ---------- | ---------- | ---------- | ---------- | ------ | ------ |
| Jessica López | Individuel  | 13,900 27e | 14,566 24e | 14,266 20e | 13,933 27e | 56,665        | 13e Q         | 13,800 17e | 14,800 12e | 13,900 17e | 13,000 22e | 55,500 | 18e    |

## Haltérophilie
Hommes
| Athlète        | Épreuve    | Arraché  | Arraché | Épaulé-jeté | Épaulé-jeté | Total | Rang |
| Athlète        | Épreuve    | Résultat | Rang    | Résultat    | Rang        | Total | Rang |
| -------------- | ---------- | -------- | ------- | ----------- | ----------- | ----- | ---- |
| Junior Sánchez | - de 69 kg | 148      | 4e      | 180         | 4e          | 328   | 5e   |

Femmes
| Athlète          | Épreuve    | Arraché  | Arraché | Épaulé-jeté | Épaulé-jeté | Total | Rang |
| Athlète          | Épreuve    | Résultat | Rang    | Résultat    | Rang        | Total | Rang |
| ---------------- | ---------- | -------- | ------- | ----------- | ----------- | ----- | ---- |
| Inmara Henríquez | - de 53 kg | 81       | 14e     | 113         | 5e          | 194   | 10e  |
| Betsi Rivas      | - de 48 kg | 70       | 10e     | 98          | 6e          | 168   | 8e   |

## Judo
| Athlète            | Compétition           | 1/32 de finale      | 1/16 de finale                | 1/8 de finale                  | Quarts de finale    | Demi-finales        | Repêchage 1         | Repêchage 2         | Finale              | Finale |
| Athlète            | Compétition           | Adversaire Résultat | Adversaire Résultat           | Adversaire Résultat            | Adversaire Résultat | Adversaire Résultat | Adversaire Résultat | Adversaire Résultat | Adversaire Résultat | Rang   |
| ------------------ | --------------------- | ------------------- | ----------------------------- | ------------------------------ | ------------------- | ------------------- | ------------------- | ------------------- | ------------------- | ------ |
| Javier Guédez      | Moins de 60 kg hommes | exempt              | A Lamusi (CHN) 0111/0000      | Rishod Sobirov (UZB) 0000/1000 | -                   | -                   | -                   | -                   | -                   | -      |
| Ricardo Valderrama | Moins de 66 kg hommes | exempt              | Rok Drakšič (SLO) 0001/1000   | -                              | -                   | -                   | -                   | -                   | -                   | -      |
| Giovanna Blanco    | Plus de 78 kg femmes  | NC                  | Mika Sugimoto (JPN) 0000/0100 | -                              | -                   | -                   | -                   | -                   | -                   | -      |

## Lutte
| Athlète             | Compétition    | Qualification                      | Huitièmes de finale                   | Quarts de finale    | Demi-finales        | Repêchage 1         | Repêchage 2         | Finale              | Finale |
| Athlète             | Compétition    | Adversaire Résultat                | Adversaire Résultat                   | Adversaire Résultat | Adversaire Résultat | Adversaire Résultat | Adversaire Résultat | Adversaire Résultat | Rang   |
| ------------------- | -------------- | ---------------------------------- | ------------------------------------- | ------------------- | ------------------- | ------------------- | ------------------- | ------------------- | ------ |
| Lutte gréco-romaine |                |                                    |                                       |                     |                     |                     |                     |                     |        |
| Erwin Caraballo     | Moins de 96 kg | Battu par Ardo Arusaar (EST) 0-3   | –                                     | –                   | –                   | –                   | –                   | –                   | –      |
| Luis Liendo         | Moins de 60 kg | exempt                             | Battu par Almat Kebispayev (KAZ) 1-3  | –                   | –                   | –                   | –                   | –                   | –      |
| Wuileixis Rivas     | Moins de 66 kg | exempt                             | Battu par Steeve Guénot (FRA) 0-3     | –                   | –                   | –                   | –                   | –                   | –      |
| Lutte libre         |                |                                    |                                       |                     |                     |                     |                     |                     |        |
| Jose Robertti       | Moins de 84 kg | exempt                             | Battu par Armands Zvirbulis (LAT) 1-3 | –                   | –                   | –                   | –                   | –                   | –      |
| Ricardo Roberty     | Moins de 74 kg | Battu par Augusto Midana (GBS) 1-3 | –                                     | –                   | –                   | –                   | –                   | –                   | –      |

| Athlète         | Compétition    | Qualification                          | Huitièmes de finale                | Quarts de finale                   | Demi-finales        | Repêchage 1         | Repêchage 2         | Finale              | Finale |   |
| Athlète         | Compétition    | Adversaire Résultat                    | Adversaire Résultat                | Adversaire Résultat                | Adversaire Résultat | Adversaire Résultat | Adversaire Résultat | Adversaire Résultat | Rang   |   |
| --------------- | -------------- | -------------------------------------- | ---------------------------------- | ---------------------------------- | ------------------- | ------------------- | ------------------- | ------------------- | ------ | - |
| Lutte libre     |                |                                        |                                    |                                    |                     |                     |                     |                     |        |   |
| Marcia Andrades | Moins de 55 kg | Battue par Valeria Zholobova (RUS) 0-3 | –                                  | –                                  | –                   | –                   | –                   | –                   | –      | – |
| Mayelis Caripá  | Moins de 48 kg | exempte                                | Bat Alexandra Engelhardt (GER) 3-1 | Battue par Iryna Merleni (UKR) 0-5 | -                   | -                   | -                   | -                   | -      |   |

## Natation
Les nageurs du Venezuela ont jusqu'ici atteint les minima de qualification dans les épreuves suivantes (au maximum, 2 nageurs peuvent être qualifiés s'ils ont réussi les minima olympiques, et un seul nageur pour les minima propres à chaque sélection),.
| Athlète                                                  | Épreuve              | Séries         | Séries | Demi-finales | Demi-finales | Finale | Finale |
| Athlète                                                  | Épreuve              | Temps          | Rang   | Temps        | Rang         | Temps  | Rang   |
| -------------------------------------------------------- | -------------------- | -------------- | ------ | ------------ | ------------ | ------ | ------ |
| Alejandro Gómez                                          | 1 500 m nage libre   | 15 min 27 s 38 | 23e    | NC           | NC           | -      | -      |
| Marcos Lavado                                            | 200 m papillon       | 1 min 59 s 31  | 27e    | -            | -            | -      | -      |
| Cristian Quintero                                        | 400 m nage libre     | 3 min 50 s 44  | 16e    | NC           | NC           | -      | -      |
| Cristian Quintero                                        | 200 m nage libre     | 1 min 48 s 71  | 22e    | –            | –            | –      | –      |
| Albert Subirats Altes                                    | 100 m papillon       | 53 s 18        | 29e    | –            | –            | –      | –      |
| Crox Acuna Octavio Alesi Marcos Lavado Cristian Quintero | 4 × 100 m nage libre | 3 min 22 s 68  | 15e    | NC           | NC           | –      | –      |

| Athlète        | Épreuve          | Séries        | Séries | Demi-finales | Demi-finales | Finale        | Finale |
| Athlète        | Épreuve          | Temps         | Rang   | Temps        | Rang         | Temps         | Rang   |
| -------------- | ---------------- | ------------- | ------ | ------------ | ------------ | ------------- | ------ |
| Andreina Pinto | 200 m papillon   | 2 min 11 s 23 | 22e    | –            | –            | –             | –      |
| Andreina Pinto | 400 m nage libre | 4 min 08 s 45 | 15e    | NC           | NC           | –             | –      |
| Andreina Pinto | 800 m nage libre | 8 min 26 s 43 | 6e     | NC           | NC           | 8 min 29 s 28 | 8e     |
| Andreina Pinto | 400 m 4 nages    | 4 min 48 s 64 | 27e    | NC           | NC           | –             | –      |
| Arlene Semeco  | 50 m nage libre  | 25 s 56       | 28e    | –            | –            | –             | –      |
| Arlene Semeco  | 100 m nage libre | 56 s 90       | 33e    | –            | –            | –             | –      |

### Nage en eau libre
| Athlète         | Épreuve      | Finale            | Finale |
| Athlète         | Épreuve      | Temps             | Rang   |
| --------------- | ------------ | ----------------- | ------ |
| Erwin Maldonado | 10 km hommes | 1 h 50 min 52 s 9 | 13e    |
| Yanel Pinto     | 10 km femmes | 1 h 59 min 05 s 8 | 14e    |

## Plongeon
| Athlète            | Compétition         | Éliminatoires                                       | Éliminatoires | Demi-finale | Demi-finale | Finale | Finale |
| Athlète            | Compétition         | Points                                              | Rang          | Points      | Rang        | Points | Rang   |
| ------------------ | ------------------- | --------------------------------------------------- | ------------- | ----------- | ----------- | ------ | ------ |
| Edickson Contreras | Tremplin à 3 mètres | 301.45 (67.50, 68.20, 66.30, 63.00, 31.50 et 4.95)  | 28e           | –           | –           | –      | –      |
| Robert Paez        | Tremplin à 3 mètres | 382.60 (63.00, 60.45, 49.50, 80.50, 57.75 et 71.40) | 25e           | –           | –           | –      | –      |

| Athlète          | Compétition         | Éliminatoires                                | Éliminatoires | Demi-finale | Demi-finale | Finale | Finale |
| Athlète          | Compétition         | Points                                       | Rang          | Points      | Rang        | Points | Rang   |
| ---------------- | ------------------- | -------------------------------------------- | ------------- | ----------- | ----------- | ------ | ------ |
| Jocelyn Castillo | Tremplin à 3 mètres | 266.00 (60.00, 54.60, 43.40, 45.00 et 63.00) | 23e           | -           | -           | -      | -      |

## Tennis de table
Femmes
| Athlète       | Compétition | Tour préliminaire | 1er tour                                                                         | 2e tour          | 3e tour          | 4e tour          | Quarts de finale | Demi-finales     | Finale           | Finale |
| Athlète       | Compétition | Adversaire Score  | Adversaire Score                                                                 | Adversaire Score | Adversaire Score | Adversaire Score | Adversaire Score | Adversaire Score | Adversaire Score | Rang   |
| ------------- | ----------- | ----------------- | -------------------------------------------------------------------------------- | ---------------- | ---------------- | ---------------- | ---------------- | ---------------- | ---------------- | ------ |
| Fabiola Ramos | Simple      | exempte           | Battue par Krisztina Tóth (HUN) 3-4 (9-11, 11-9, 11-9, 14-12, 5-11, 9-11, 10-12) | -                | -                | -                | -                | -                | -                | -      |

## Tir
| Athlète       | Compétition                         | Qualification | Qualification | Finale | Finale |
| Athlète       | Compétition                         | Points        | Rang          | Points | Rang   |
| ------------- | ----------------------------------- | ------------- | ------------- | ------ | ------ |
| Amanda Furrer | Pistolet à 10 m air comprimé femmes | 365           | 45e           |        |        |

## Tir à l'arc
| Athlète      | Compétition       | Tour préliminaire | Tour préliminaire | 1er tour                                                                 | 2e tour          | 3e tour          | Quarts de finale | Demi-finales     | Finale           | Finale |
| Athlète      | Compétition       | Score             | Rang              | Adversaire Score                                                         | Adversaire Score | Adversaire Score | Adversaire Score | Adversaire Score | Adversaire Score | Rang   |
| ------------ | ----------------- | ----------------- | ----------------- | ------------------------------------------------------------------------ | ---------------- | ---------------- | ---------------- | ---------------- | ---------------- | ------ |
| Elías Malavé | Individuel hommes | 666               | 25                | Kuo Cheng-wei (TPE) (40) 5-6 (29-25, 23-26, 26-28, 28-28, 27-26, 10-10*) | -                | -                | -                | -                | -                | -      |
| Leidys Brito | Individuel femmes | 634               | 45                | Cheng Ming (CHN) (20) 4-6 (24-27, 28-26, 28-27, 24-25, 26-28)            | -                | -                | -                | -                | -                | -      |

## Volley-ball

### Beach-volley
| Athlète                        | Compétition      | Tour préliminaire | Classement | Rattrapage        | Huitièmes de finale | Quarts de finale  | Demi-finales      | Finale            | Finale |
| Athlète                        | Compétition      | Adversaires Score | Classement | Adversaires Score | Adversaires Score   | Adversaires Score | Adversaires Score | Adversaires Score | Rang   |
| ------------------------------ | ---------------- | --- | ---------- | ----------------- | ------------------- | ----------------- | ----------------- | ----------------- | ------ |
| Igor Hernández Jesus Villafañe | Tournoi masculin | Poule E Nummerdor – Schuil (NED) L 1 – 2 (18-21, 21-17, 10-15) Pļaviņš – Šmēdiņš (LAT) L 0 – 2 (14-21, 16-21) Erdmann – Matysik (GER) L 1 – 2 (22-20, 16-21, 11-15) | 4e         | -                 | -                   | -                 | -                 | -                 | -      |

## Voile
| Athlète(s)    | Compétition | Régate 1 | Régate 2 | Régate 3 | Régate 4 | Régate 5 | Régate 6 | Régate 7 | Régate 8 | Régate 9 | Régate 10 | Total net | Total net | Medal Race | Total | Rang |
| Athlète(s)    | Compétition | Score    | Score    | Score    | Score    | Score    | Score    | Score    | Score    | Score    | Score     | Score     | Rang      | Score      | Total | Rang |
| ------------- | ----------- | -------- | -------- | -------- | -------- | -------- | -------- | -------- | -------- | -------- | --------- | --------- | --------- | ---------- | ----- | ---- |
| Daniel Flores | RS:X        | 37       | 37       | 29       | 32       | 30       | 24       | 32       | 29       | 23       | 16        | 252       | 31e       | -          | -     | -    |
| José Ruiz     | Laser       | 45       | 46       | 34       | 37       | 41       | 36       | 33       | 44       | 35       | 28        | 333       | 41e       | -          | -     | -    |